# National Trophy Series
Le National Trophy Series est une compétition de cyclo-cross organisée par la banque HSBC qui se déroule en six manches, en Grande-Bretagne. L'épreuve existe depuis 1963 pour les hommes et 1993 pour les femmes.

## Palmarès

### Hommes élites
| Année     | Vainqueur               | Deuxième           | Troisième            |
| --------- | ----------------------- | ------------------ | -------------------- |
| 1963-1964 | Keith Mernickle         | Mick Stallard      | Roger Page           |
| 1964-1965 | Mick Stallard           | Keith Mernickle    | Roger Page           |
| 1965-1966 | John Atkins             | Keith Mernickle    | Dave Wren            |
| 1966-1967 | Keith Mernickle         | John Atkins        | Harry Bond           |
| 1967-1968 | John Atkins             | Roger Page         | Dave Wren            |
| 1968-1969 | John Atkins             | Roger Page         | Eric Stone           |
| 1969-1970 | John Atkins             | Chris Dodd         | Daryl Brassington    |
| 1970-1971 | Chris Dodd              | Keith Mernickle    | Eric Stone           |
| 1971-1972 | John Atkins             | Keith Mernickle    | Freddy Naert         |
| 1972-1973 | John Atkins             | Keith Mernickle    | Chris Dodd           |
| 1973-1974 | John Atkins             | Keith Mernickle    | Chris Dodd           |
| 1974-1975 | John Atkins             | Keith Mernickle    | Ian Jewell           |
| 1975-1976 | John Atkins             | Keith Mernickle    | Chris Dodd           |
| 1976-1977 | John Atkins             | Ian Jewell         | Keith Hanson         |
| 1977-1978 | John Atkins             | Keith Hanson       | Keith Mernickle      |
| 1978-1979 | John Atkins             | Keith Hanson       | Phil Allison         |
| 1979-1980 | Chris Wreghitt          | Richard Bates      | Keith Hanson         |
| 1980-1981 | Chris Wreghitt          | Eric Stone         | Eric Vervaet         |
| 1981-1982 | Chris Wreghitt          | Dieter Ubing       | Eric Vervaet         |
| 1982-1983 | Chris Ledger            | Steve Douce        | Mark Noble           |
| 1983-1984 | Steve Barnes            | Chris Young        | Mick Daley           |
| 1984-1985 | Steve Douce             | Chris Young        | Steve Barnes         |
| 1985-1986 | Steve Douce             | David Baker        | Steve Barnes         |
| 1986-1987 | Steve Douce             | David Baker        | Dave McMullen        |
| 1987-1988 | David Baker             | Steve Douce        | Chris Young          |
| 1988-1989 | David Baker             | Eric Vervaet       | Steve Barnes         |
| 1989-1990 | David Baker             | Steve Douce        | Peter Van Den Abeele |
| 1990-1991 | David Baker             | Chris Young        | Barrie Clarke        |
| 1991-1992 | Steve Douce             | Chris Young        | Nick Craig           |
| 1992-1993 | Steve Douce             | Barrie Clarke      | Chris Young          |
| 1993-1994 | Steve Douce             | Barrie Clarke      | Chris Young          |
| 1994-1995 | Roger Hammond           | Steve Douce        | Barrie Clarke        |
| 1995-1996 | Barrie Clarke           | Nick Craig         | Tim Gould            |
| 1996-1997 | Barrie Clarke           | Stuart Blunt       | James Norfolk        |
| 1997-1998 | Barrie Clarke           | Stuart Blunt       | Carl Sturgeon        |
| 1998-1999 | Barrie Clarke           | Stuart Blunt       | Steve Knight         |
| 1999-2000 | Barrie Clarke           | Matt Ellis         | Phil Dixon           |
| 2000-2001 | Roger Hammond           | Stuart Blunt       | David Collins        |
| 2001-2002 | Barrie Clarke           | Matt Ellis         | Shaun Snodden        |
| 2002-2003 | Barrie Clarke           | Stuart Wearmouth   | Nick Craig           |
| 2003-2004 | Steven Roach            | Barrie Clarke      | Ian Wilkinson        |
| 2004-2005 | Jody Crawforth          | Matt Ellis         | Nick Craig           |
| 2005-2006 | Jody Crawforth          | Ian Field          | Dave Collins         |
| 2006-2007 | Phil Dixon              | Jody Crawforth     | Daniel Booth         |
| 2007-2008 | Paul Oldham             | Rob Jebb           | Dave Collins         |
| 2008-2009 | Jody Crawforth          | Paul Oldham        | Ian Field            |
| 2009-2010 | Paul Oldham             | Jody Crawforth     | Stuart Wearmouth     |
| 2010-2011 | Jody Crawforth          | Paul Oldham        | Nick Craig           |
| 2011-2012 | Paul Oldham             | Jody Crawforth     | Steven James         |
| 2012-2013 | Oli Beckingsale         | Paul Oldham        | Steven James         |
| 2013-2014 | Paul Oldham             | Steven James       | Oli Beckingsale      |
| 2014-2015 | Ian Field               | Alex Paton         | Ben Sumner           |
| 2015-2016 | Ian Field               | David Fletcher     | Paul Oldham          |
| 2016-2017 | Ian Field               | Yorben Van Tichelt | Billy Harding        |
| 2017-2018 | Ian Field               | Braam Merlier      | Jeremy Durrin        |
| 2018-2019 | Ian Field               | Yorben Van Tichelt | Steven James         |
| 2019-2020 | Gosse van der Meer      | Ian Field          | Toby Barnes          |
| 2020-2021 | non-organisé            | non-organisé       | non-organisé         |
| 2021-2022 | Corran Carrick-Anderson | Joe Coukham        | Rory McGuire         |
| 2022-2023 | Toby Barnes             | Jenson Young       | Thomas Mein          |
| 2023-2024 | Thomas Mein             | Toby Barnes        | Daniel Barnes        |
| 2024-2025 | Thomas Mein             | Toby Barnes        | Jenson Young         |

### Femmes élites
| Année     | Vainqueur          | Deuxième            | Troisième              |
| --------- | ------------------ | ------------------- | ---------------------- |
| 1993-1994 | Caroline Alexander | Isla Rowntree       | Michelle Bergstrand    |
| 1994-1995 | Deb Murrell        | Louise Robinson     | Caroline Alexander     |
| 1995-1996 | Deb Murrell        | Isla Rowntree       | Caroline Alexander     |
| 1996-1997 | Isla Rowntree      | Jenny Copnall       | Lindsay Clarke         |
| 1997-1998 | Isla Rowntree      | Louise Robinson     | Jenny Copnall          |
| 1998-1999 | Isla Rowntree      | Lindsay Clarke      | Jenny Copnall          |
| 1999-2000 | Helen MacGregor    | Susan Carter        | Isla Rowntree          |
| 2000-2001 | Isla Rowntree      | Louise Robinson     | Sue Clarke             |
| 2001-2002 | Isla Rowntree      | Victoria Wilkinson  | Lindsay Clarke         |
| 2002-2003 | Isla Rowntree      | Victoria Wilkinson  | Helen Saunders         |
| 2003-2004 | Victoria Wilkinson | Helen Saunders      | Hazel Wakefield        |
| 2004-2005 | Victoria Wilkinson | Helen Wyman         | Gabriella Day          |
| 2005-2006 | Sue Clarke         | Gabriella Day       | Clare Gross            |
| 2006-2007 | Gabriella Day      | Annie Last          | Jessica Roberts        |
| 2007-2008 | Annie Last         | Rebecca Thompson    | Marie Stuart           |
| 2008-2009 | Sue Clarke         | Ruby Miller         | Gabriella Day          |
| 2009-2010 | Hannah Barnes      | Joanne McRae        | Louise Day             |
| 2010-2011 | Hannah Payton      | Lucy Garner         | Corrine Hall           |
| 2011-2012 | Hannah Payton      | Delia Beddis        | Adela Carter           |
| 2012-2013 | Louise Robinson    | Adela Carter        | Delia Beddis           |
| 2013-2014 | Hannah Payton      | Merce Pacios Pujado | Annabel Simpson        |
| 2014-2015 | Amira Mellor       | Adela Carter        | Mercedes Pacios Pujado |
| 2015-2016 | Hannah Payton      | Bethany Crumpton    | Amira Mellor           |
| 2016-2017 | Hannah Payton      | Bethany Crumpton    | Annabel Simpson        |
| 2017-2018 | Bethany Crumpton   | Ffion James         | Anna Kay               |
| 2018-2019 | Bethany Crumpton   | Anna Kay            | Ffion James            |
| 2019-2020 | Ffion James        | Sophie Thackray     | Katie Scott            |
| 2020-2021 | non-organisé       | non-organisé        | non-organisé           |
| 2021-2022 | Amira Mellor       | Abbie Manley        | Anna Flynn             |
| 2022-2023 | Alderney Baker     | Millie Couzens      | Christina Wiejak       |
| 2023-2024 | Elena Day          | Ruby James          | Hope Inglis            |
| 2024-2025 | Alderney Baker     | Xan Crees           | Anna Flynn             |